# Ferrari 328
O Ferrari 328 é um carro esportivo construído pela Ferrari entre 1985 e 1989.

## Características gerais
- Motor: 8 cilindros em V a 90º montado em posição central traseira transversal com bloco em liga leve e camisas em alumínio
- Diâmetro X Curso: 83,0 mm X 73,6 mm
- Cilindrada: 3185 cm³
- Distribuição: 4 válvulas por cilindro, accionadas por 4 comandos de válvulas.
- Taxa de compressão: 9,8:1
- Rotação máxima: 7700 rpm
- Potência: 198,6 kW (270 cv) @ 7000 rpm
- Torque: 304 Nm (31,0 kgm) @ 5500 rpm
- Velocidade máxima: 263 km/h
- Aceleração 0 – 100 km/h: 6,4 s
- Aceleração 0 – 400 m: 14,3 s
- Aceleração 0 – 1000 m: 25,7 s
- Transmissão: Caixa manual de 5 velocidades com sincronizadores e diferencial autoblocante
- Embreagem: Monodisco a seco
- Tração: Traseira
- Pneus: Dianteiros: 205/55 VR 16 — Traseiros: 225/50 VR 16 - Goodyear Eagle ou Pirelli P7
- Aros: Dianteiras: 7J X 16" — Traseiras: 8J X 16"
- Chassi: Em aço tubular
- Carroceria: Berlinetta (GTB) ou Spider (GTS) com dois lugares, desenhado nos estúdios da Pininfarina
- Suspensão: Rodas independentes com triângulos sobrepostos nos dois eixos
- Sistema de freios: Discos ventilados nas quatro rodas, acionados por bomba hidráulica e servofreio
- Freio de estacionamento: Mecânico actuando nas rodas traseiras
- Direção: Pinhão e cremalheira - Diâmetro de giro 12m
- Comprimento: 4255 mm
- Largura: 1730 mm
- Altura: 1128 mm
- Entre-eixos: 2350 mm
- Via dianteira: 1485 mm
- Via traseira: 1465 mm
- Peso em vazio:  1263 kg (GTB) e 1273 kg (GTS)
- Depósito de combustível: Dois reservatórios em liga leve com capacidade total de 74 litros.

## Produção
O modelo 328 permaneceu em produção por quatro anos (1985 a 1989). Quando foi substituído pelo 348 no outono de 1989, um total de 7.412 veículos havia sido fabricado. A produção do GTS totalizou 6.068 veículos na faixa de número de chassi de 59.301 a 83.136. A produção do GTB totalizou 1.344 veículos na faixa de chassi de 58735 a 83017.